# Gerardo Antonio Aymard Corredor
Gerardo Antonio Aymard Corredor ( * 1959 -) es un botánico venezolano
Estudia forestales en la Universidad de Los Andes de Caracas; especializándose en la estructura y composición de comunidades vegetales de la selva lluviosa, a lo largo de áreas interfluviales de los río Negro y Orinoco en el sudoeste de Venezuela.
Recibe una Beca Compton durante su etapa final de postgraduación en Biología tropical y en conservación. Además es experto en biodiversidad vegetal de la Amazonia venezolana, y en áreas críticas de Bolivia. 
Es Profesor Titular de Botánica en la Universidad Nacional de los Llanos Ezequiel Zamora (UNELLEZ) y Director de su herbario. 

## Algunas publicaciones
- 1997. Forest diversity in the interfluvial zone of the Río Negro and Río Orinoco in Southwestern Venezuela. Tesis M.Sc. Universidad de Misuri, 67-85

### Libros
- Avilés, LE; F Ortega Mendoza, GA Aymard. 1983. Dinámica de las variaciones de la cobertura vegetal de la erosión en el piedemonde de Guanare. Universidad Nacional Experimental de los Llanos Occidentales Ezequiel Zamora. xxv + 73 pp. il. 1 mapa.
- Aymard, GA (ed.) 2001. Alexander Von Humboldt : homenaje al bicentenario de su llegada a tierras venezolanas. iii + 296 pp. il.
- Duno de Stefano, R; GA Aymard, O Huber (eds.) 2007. Catálogo anotado e ilustrado de la flora vascular de los llanos de Venezuela. Ed. FUDENA : Fundación Empresas Polar : FIBV. 738 pp. il. ISBN 980-379-157-5

- La abreviatura «Aymard» se emplea para indicar a Gerardo Antonio Aymard Corredor como autoridad en la descripción y clasificación científica de los vegetales.[2]